# 樟村四明山烈士墓
29°49′23″N 121°17′35″E / 29.82306°N 121.29306°E
樟村四明山烈士墓，原称樟村四明山烈士纪念塔及墓，是浙江省宁波市海曙区一处革命纪念建筑，始建于1944年12月，由新四军浙东游击纵队、中共四明特办和中共鄞奉县办一同建设，安葬李敏等12位烈士并树立一块“抗日反顽斗争死难烈士纪念碑”的奠基石。1951年7月在此基础上重新收集了烈士遗骸至一拱形圆墓并建立纪念塔，后逐渐扩建烈士事迹陈列室、烈士骨灰室及烈士事迹陈列大厅等建筑。1963年3月11日公布为浙江省文物保护单位，1997年8月29日改为现名。